# Suzuki Mighty Boy

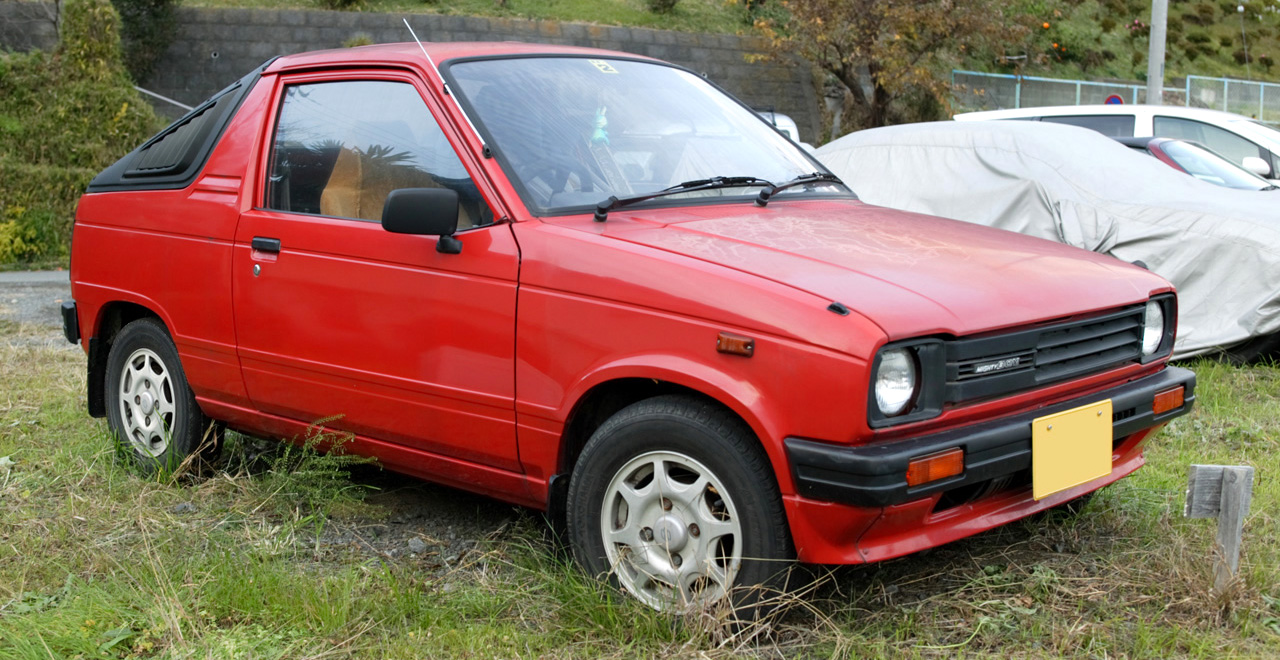
Suzuki Mighty Boy

Der Suzuki Mighty Boy war ein Pick-up in Coupéform, welcher vom Suzuki Cervo abgeleitet wurde. Das Auto gehört zur Klasse der Kei-Fahrzeuge. Es wurde als Nutzfahrzeug in Japan und in Australien eingesetzt. Aufgrund der Größenlimits der Kei-Klasse war die Ladefläche relativ klein.

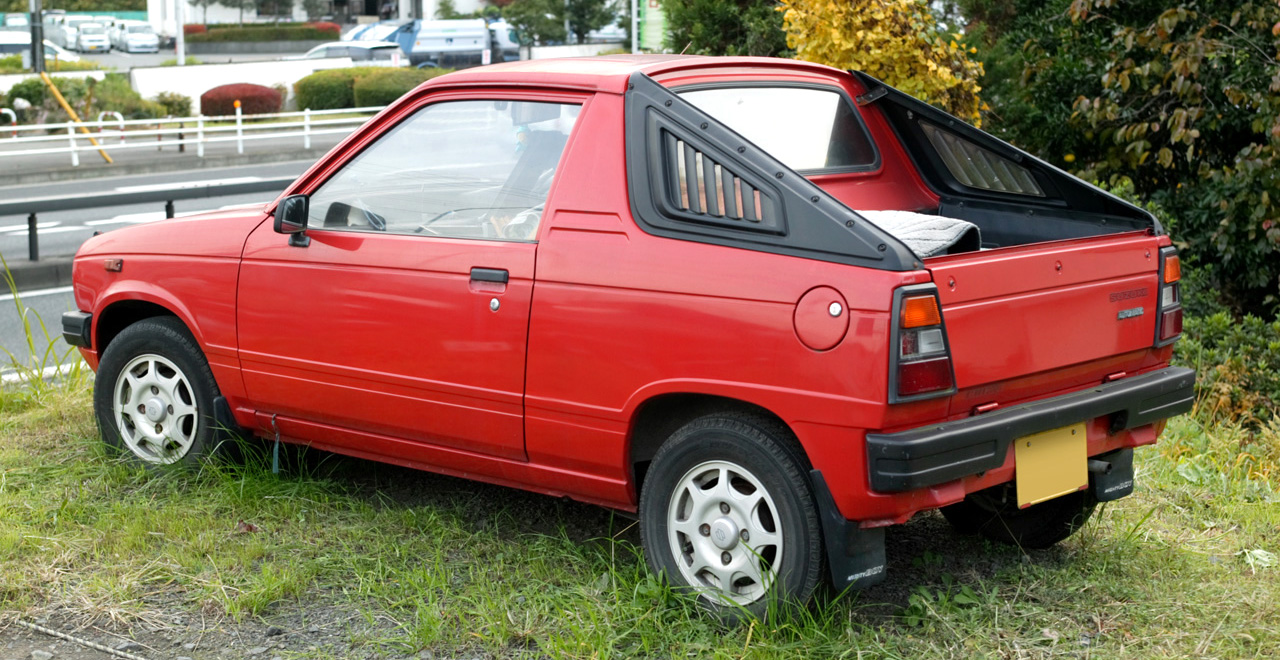
Heckansicht

Der Motor leistete ca. 28 PS und hatte ein maximales Drehmoment von 43 Nm. Für das frontgetriebene Auto gab es ein Schaltgetriebe mit 4 Gängen, wahlweise eine 2-Gang-Automatik.
Der Suzuki Mighty Boy konnte keinen durchschlagenden Erfolg einfahren, trotzdem hat das Auto noch eine Anhängerschaft in Japan.